# Vectus
Vectus var ett brittiskt företag som projekterade och byggde spårtaxisystem för persontransport. Företaget var verksamt 2005-2017 och ägdes av Pohang Iron and Steel Company, Sydkoreas största, och världens tredje största, stålkoncern.
Företaget byggde och drev en testanläggning i Uppsala mellan 2006 och 2013.